# Милогорская
Милогорская — деревня в Тарногском районе Вологодской области.
Входит в состав Маркушевского сельского поселения, с точки зрения административно-территориального деления — в Маркушевский сельсовет.
Расстояние по автодороге до районного центра Тарногского Городка — 20 км, до центра муниципального образования Заречья — 4 км. Ближайшие населённые пункты — Черняково, Черепаниха, Кузнецовская, Криуля, Пар.
По переписи 2002 года население — 16 человек.

## История
В 1552 году местность Ламбужка (Лондушка) упоминается в Важском Уставной грамоте Ивана Грозного как составная часть Кокшеньгского стана Важского уезда. В 1576 году был основан Маркушеский монастырь (Агапитова пустынь). В 1587 году пустынь получила по грамоте Борис Годунова «порожние земли»:
«… земли порожние, пустоши и лесу пашенного от Николы-деи чудотворца с Маркуши и Шебенской волости до Коржи реки четыре версты, да по Корже вниз на Тарнагу реку против Коржинского устья, за реку за Тарнагу да к озеру Семчинскому в дикой лес, да от Семчинского озера на Устюгскую дорогу, на Заднюю Токушку, от монастыря пять верст, да по Токушке вниз на Тарнагу реку, да по Тарнаге вверх в дикой лес, урочищ нет, да по Коржи вверх три версты от мосту от Шебенской дороги до Тарнаского верховья».
В 1618 году «починок Милогорский да с починка выставка на реке Ламбушке» впервые упоминается в материалах переписи Кокшеньги
По итогам переписи 1680 года деревня оказалась самой населённой на Кокшеньге: в ней насчитывалось 14 жилых дворов.
После упразднения Агапитовой пустыни в 1764 году крестьяне деревни были переведены из монастырских в государственные.